# توتیای دریایی
توتیای دریایی یا خارپُشت دریایی یکی از جانوران آبزی کوچک خاردار است که در تمامی اقیانوس‌های جهان یافت می‌شود. 
توتیای دریایی از زیرشاخه خارزیان (Echinozoa)، رده خارداران (Echinoidea) است.
پوستهٔ آن گِرد و پوشیده از تیغ است و اندازه آن در سن بلوغ میان ۳ تا ۱۰ سانتیمتر می‌باشد.
توتیاها جانورانی همه‌چیزخوار هستند که بستر دریاها را تمیز می‌کنند. این جانوران در نگاه اول بی‌جان به چشم می‌آیند. دهان این جانوران دارای دندان و اندام جونده بسیار پیچیده‌ای است.
رنگ آن‌ها معمولاً سیاه، سبز، زیتونی، قهوه‌ای، بنفش. قرمز و صورتی است.
توتیاهای دریایی همانند دیگر خارپوستان قرینگی پنج‌گانه دارند (که پنج‌پاری نامیده می‌شود). حرکت آن‌ها به‌وسیلهٔ صدها پای لوله‌ای کوچک، شفاف و چسبناک انجام می‌گیرد و در برخی ازکشورها از مغز داخل بدن او به عنوان غذا استفاده می‌شود.
در زبان ژاپن اونی (به ژاپنی: ウニ) نامیده می‌شود و یکی از عناصر سوشی است.

## خوراک
توتیاهای دریایی بیشتر جلبک می‌خورند ولی از بی‌مهرگانی مانند صدف سیاه، اسفنج دریایی و ستاره شکننده نیز تغذیه می‌کند.
توتیای دریایی غذای مورد علاقه شنگ دریایی و مارماهی گرگی است.

## نگارخانه

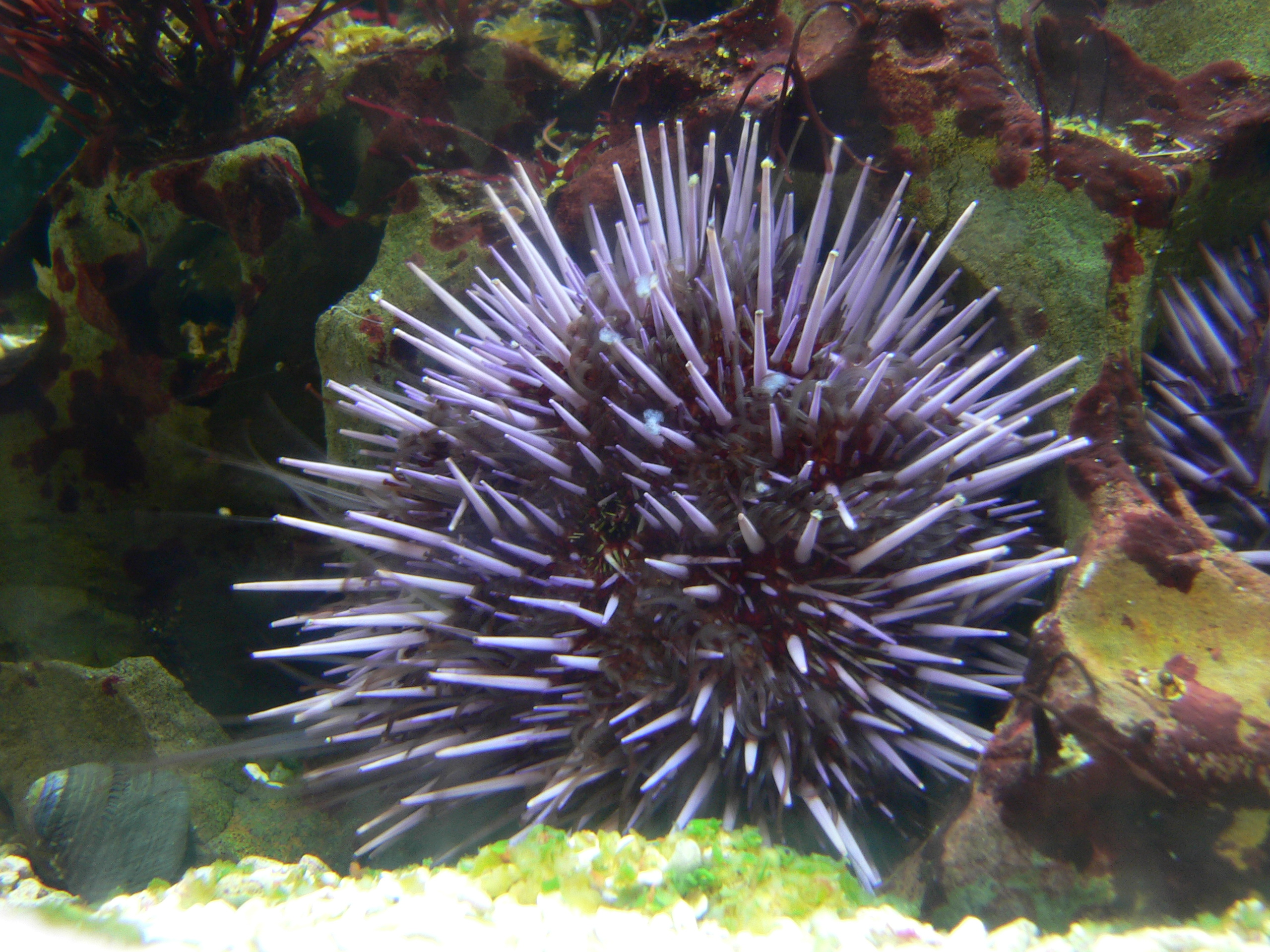
توتیای بنفش
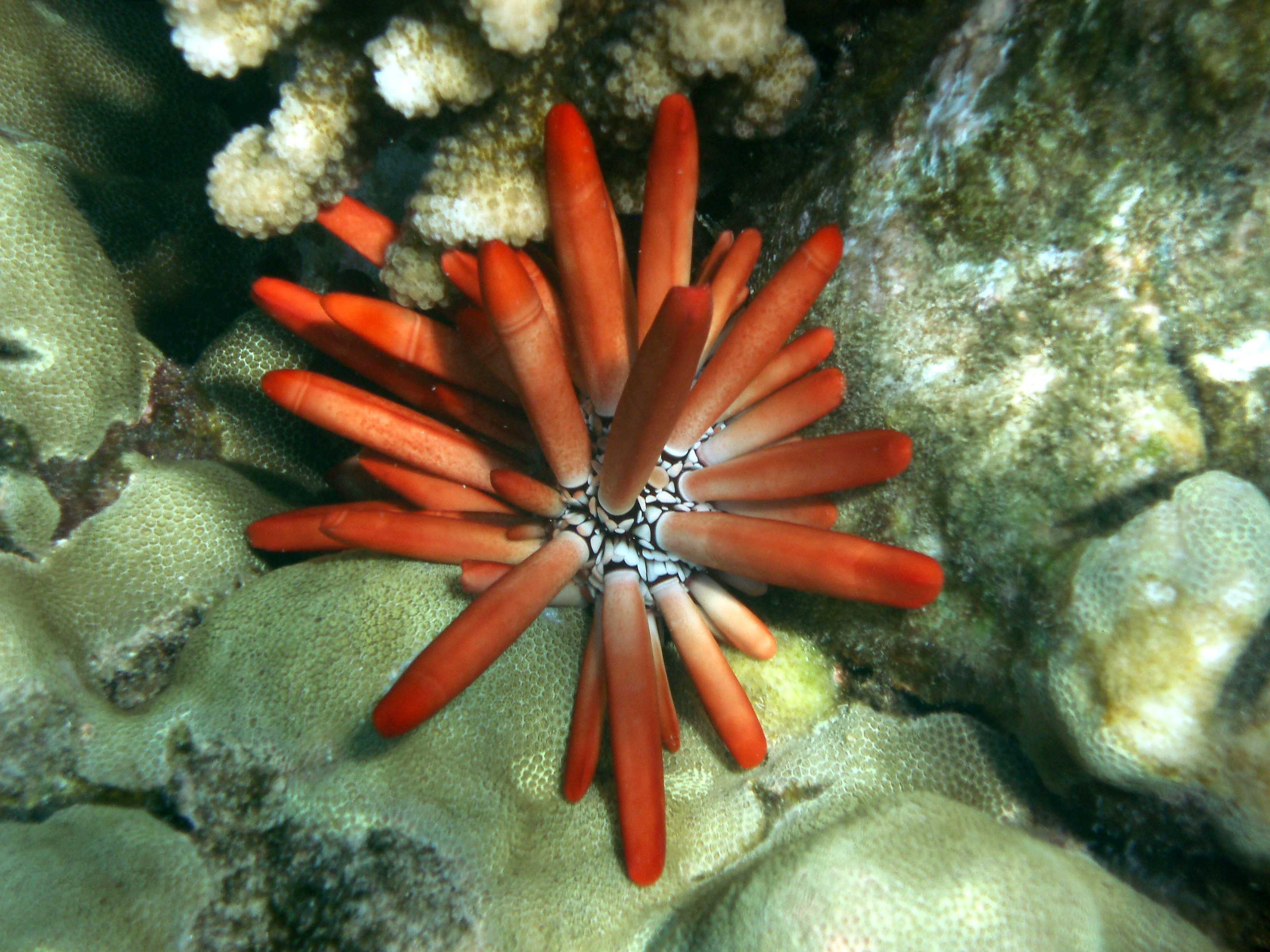
توتیای مدادی قرمز
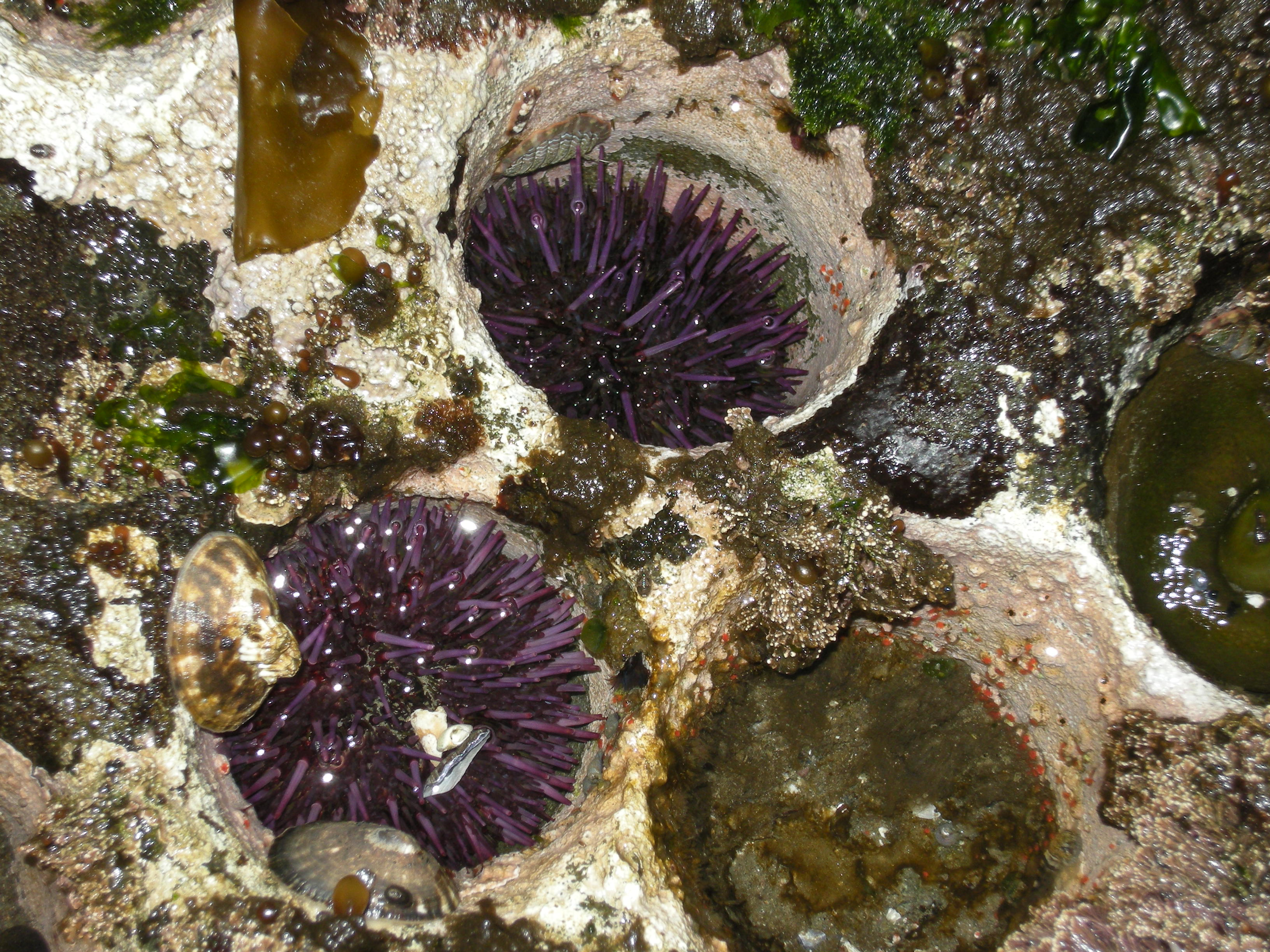
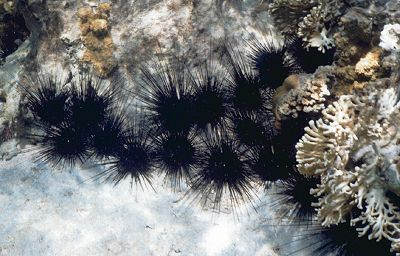
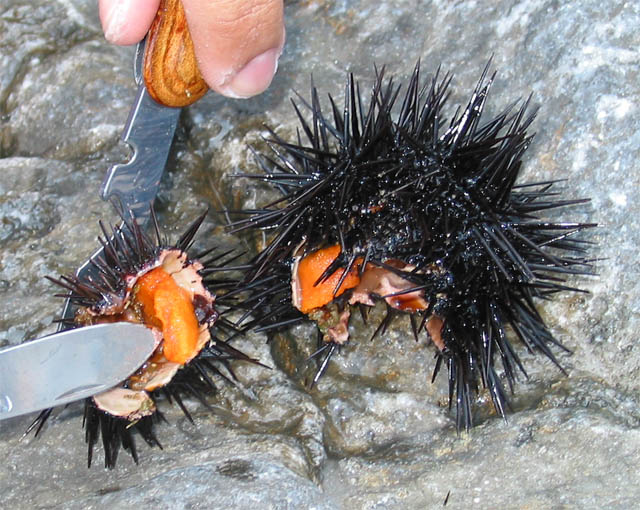
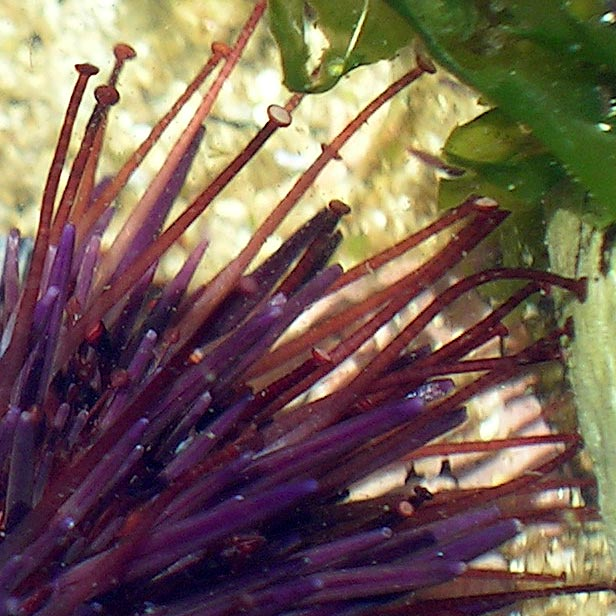
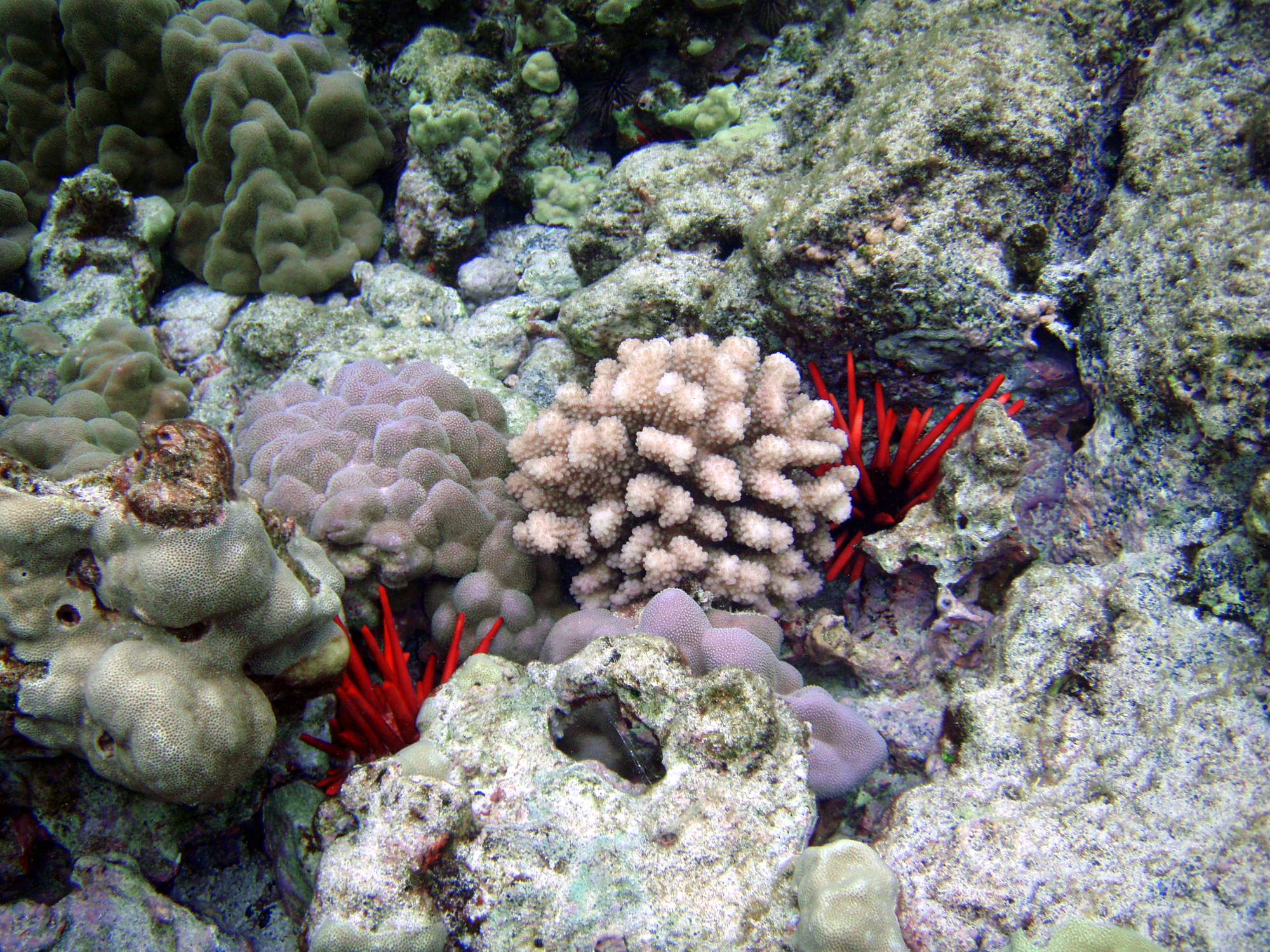
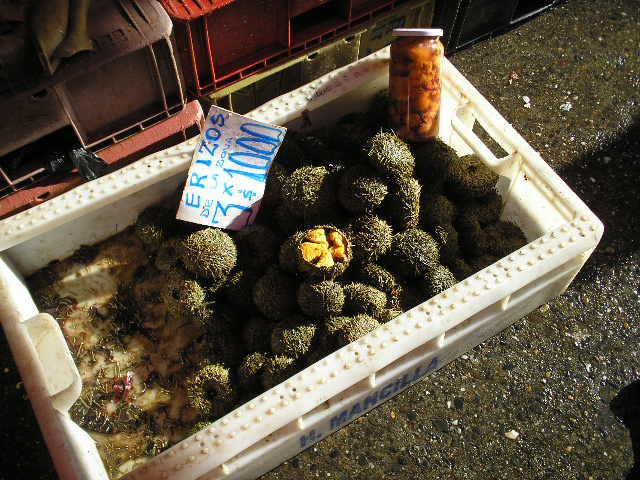
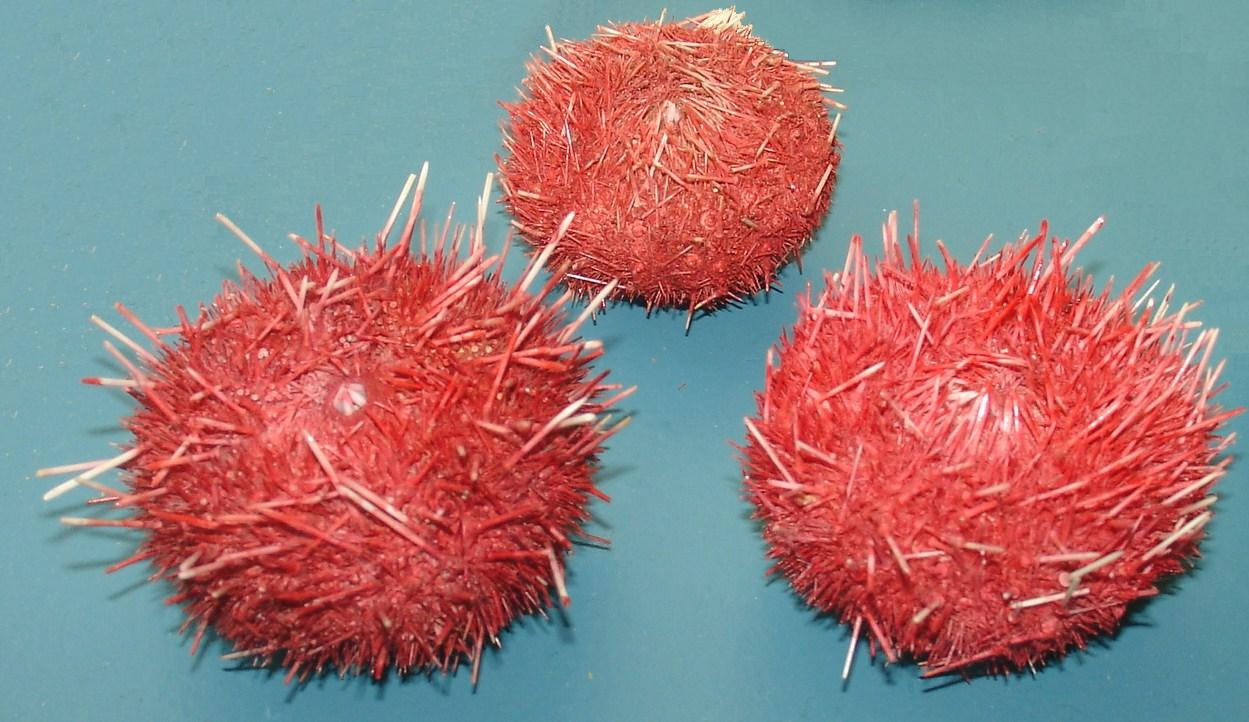
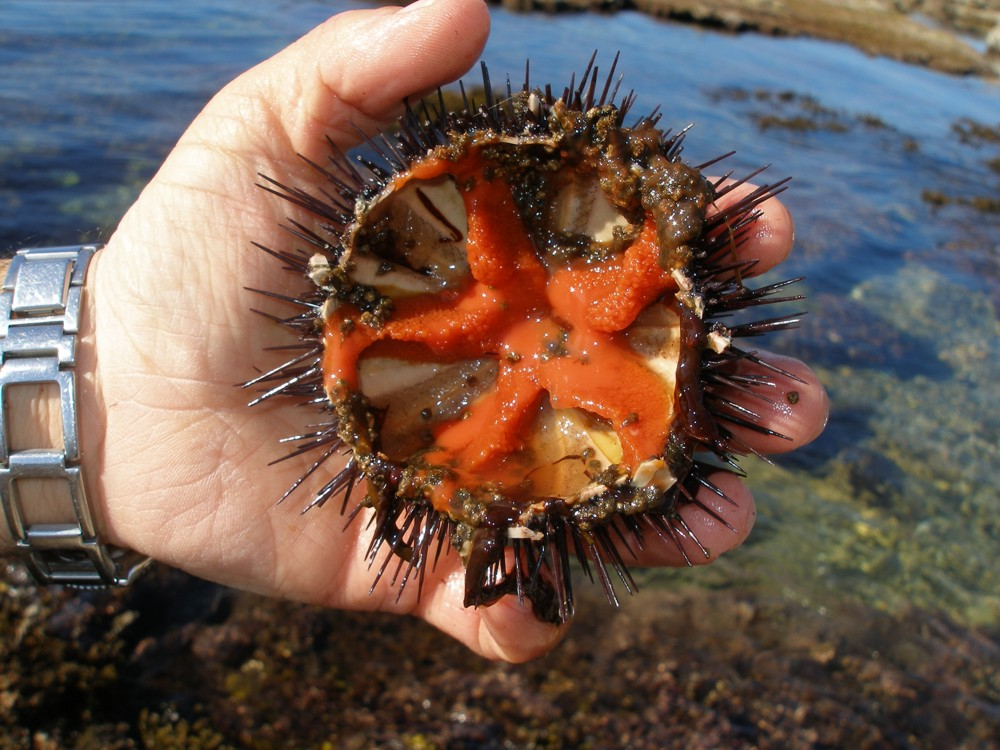
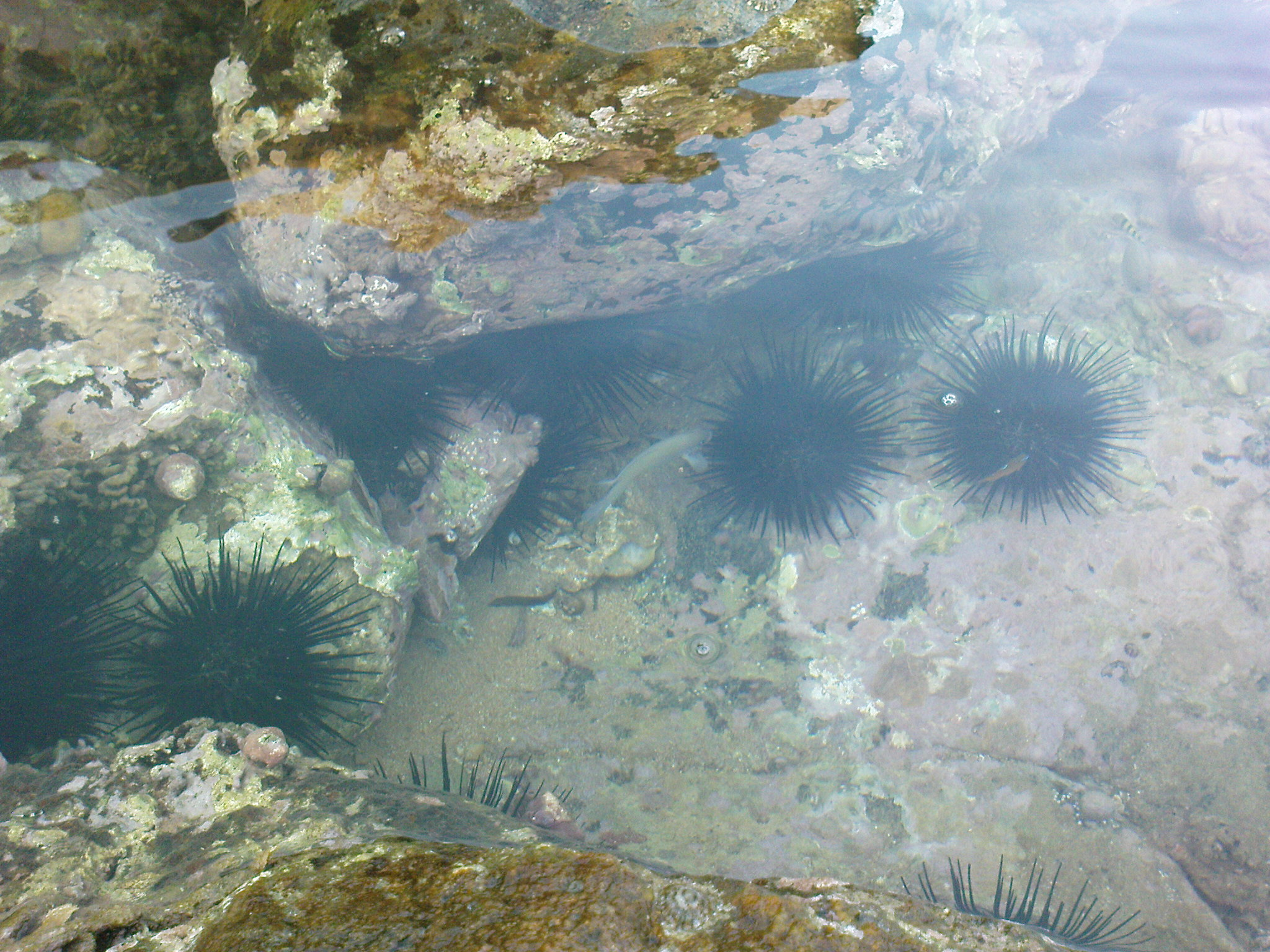
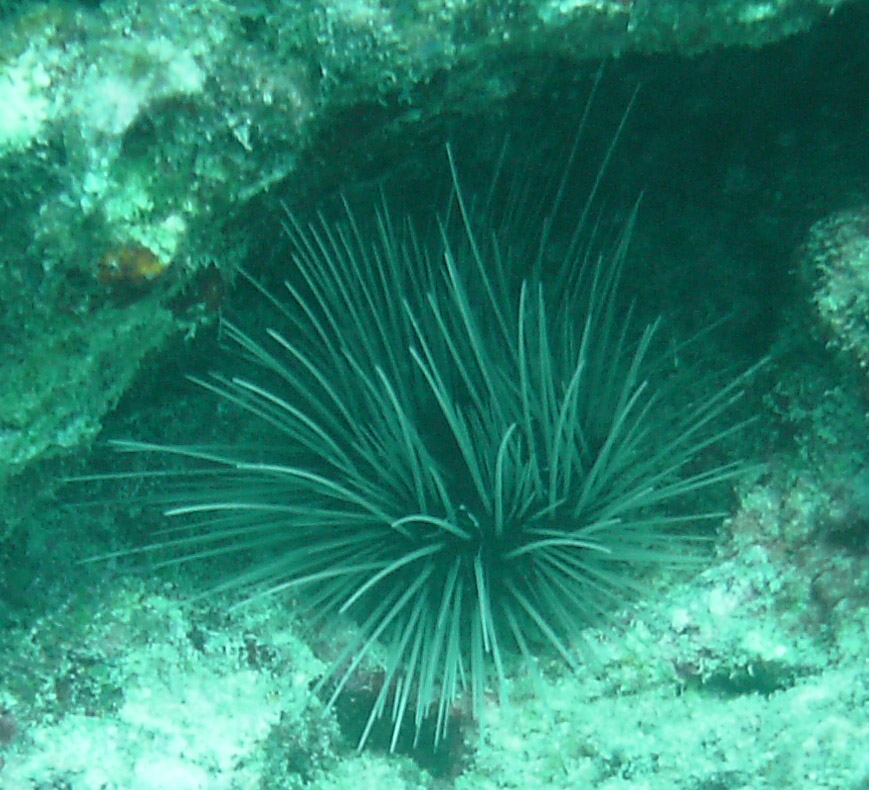
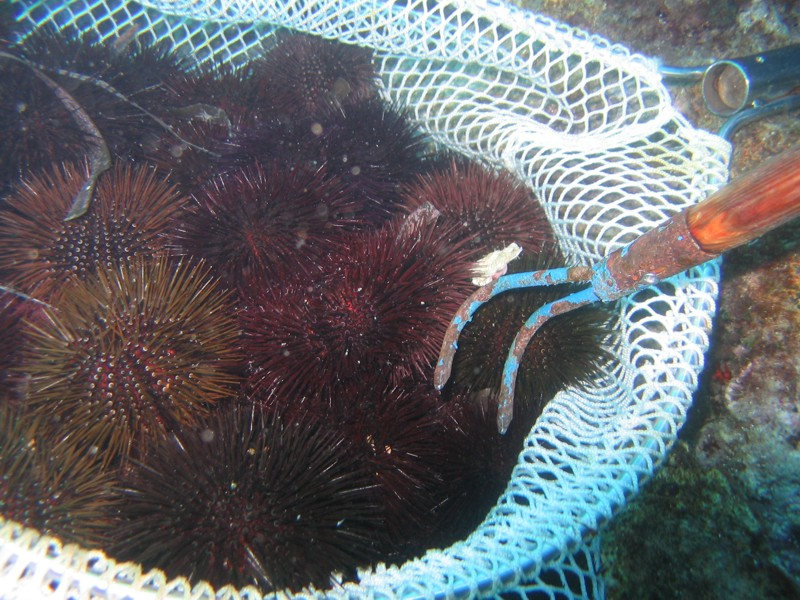
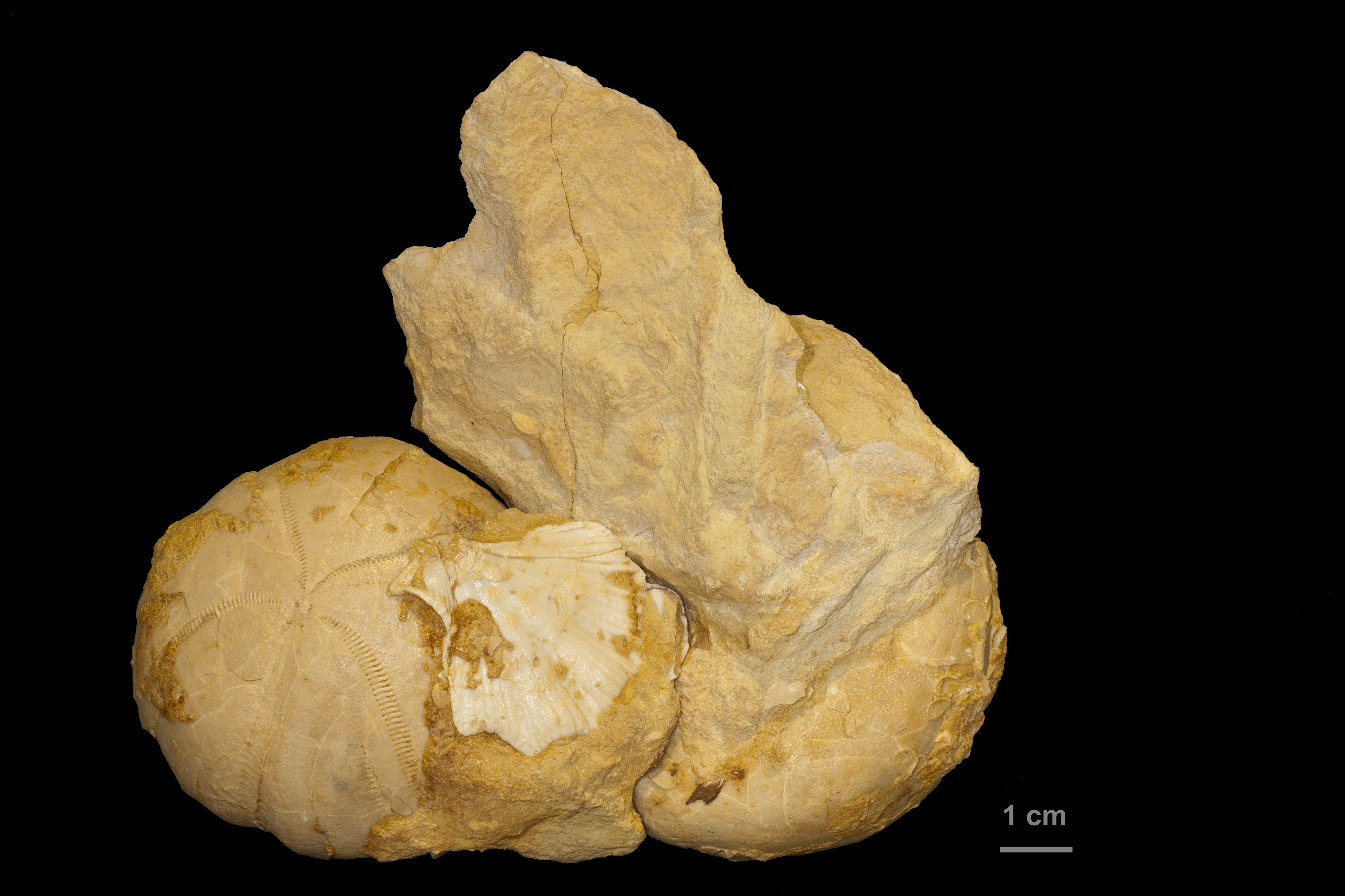